# Juliusz Siudziński
Juliusz Stanisław Siudziński (ur. 1932 – zm. 2007) – polski pasjonat i entuzjasta motoryzacji, kolekcjoner oraz autorytet w dziedzinie konserwacji i rekonstrukcji pojazdów zabytkowych. Wieloletni członek Komisji Pojazdów Zabytkowych Automobilklubu Polski oraz klubu CAAR Poland, konserwator Muzeum Techniki w Warszawie, konsultant do spraw samochodowych na planie wielu filmów, m.in. filmu „Panny i Wdowy” z 1991 r., oraz serialu o tym samym tytule, pojawił się także w obsadzie aktorskiej serialu „Marszałek Piłsudski”. 

## Życiorys
Pierwszych motoryzacyjnych fascynacji doświadczył w firmie swego ojca Jana. Po nacjonalizacji zakładu ojca został jedynie motorower Sachs. Przerabiając go w 1950 r. na wyścigówkę (wymontował lampy, skręcił błotnik i zastąpił tłumik - lejkiem z blachy) zdobył pierwsze doświadczenie konstruktorskie. W tym samym roku uzyskał  licencję zawodniczą trzeciej klasy, uprawniającą do startów w rajdach i zawodach na szczeblu okręgowym, a po uzyskaniu 21 punktów, zdobył licencję klasy drugiej uprawniającą między innymi do startów w mistrzostwach Polski. Na zlecenie Warszawskiej Fabryki Motocykli przy ul. Mińskiej, uczestniczył jako tester w jazdach próbnych modelu prototypowego motocykla WFM M06.

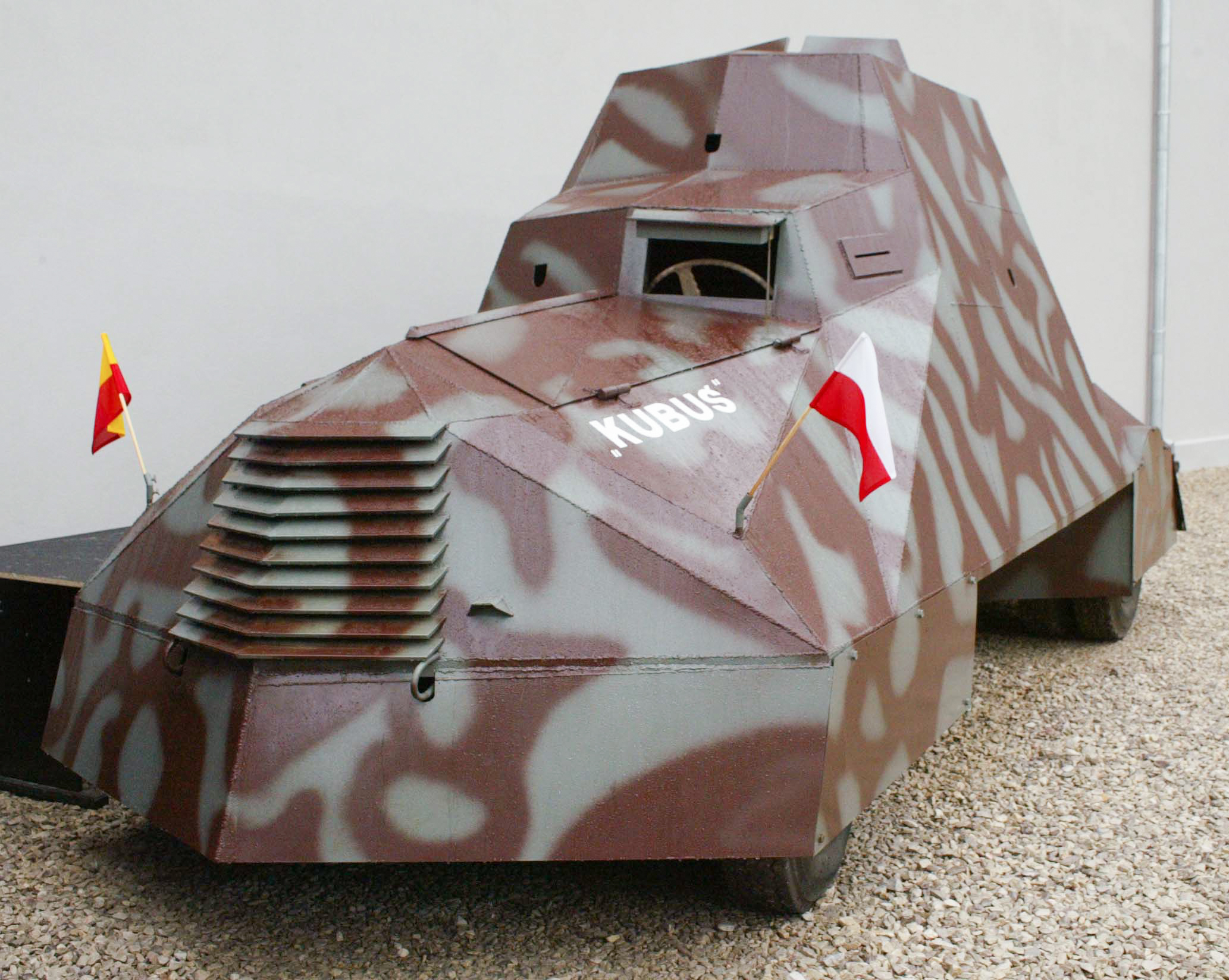
Replika „Kubusia” pokazana podczas otwarcia Muzeum Powstania Warszawskiego w Warszawie 31 lipca 2004 r., wykonana w pracowni Juliusza Siudzińskiego

 W latach siedemdziesiątych zajmował się wykonywaniem replik pistoletów skałkowych. Następnie połączył zdobyte umiejętności otwierając na terenie własnej posesji w Warszawie-Aninie firmę restaurującą zabytki motoryzacji. 
Odrestaurował kilkadziesiąt unikatowych pojazdów, między innymi był wśród nich: Adler z 1907 r., Chrysler 70 Roadster z 1924 r., Hotchkiss 686 z 1936 r., Ford T z 1919 r., Hudson Essex z 1927 r., Mercedes 170 z 1939 r., Mercedes 230 z 1938 r., Hanomag z 1936 r., Oldsmobil z 1901 r., Humber z 1908 r., DKW z 1938 r., Framo z 1933 r. oraz jedyny zachowany na świecie egzemplarz Polskiego Fiata 618 z karoserią autobusu. W swym dorobku Juliusz Siudziński miał także kilka wiernych i w pełni sprawnych replik starych pojazdów, między innymi: Adler 1907 r., omnibus konny dla ZTM-Warszawa, tramwaj konny, Mercedes Simplex z 1903 r. oraz pierwszego na ziemiach polskich samochodu - Peugeota 9 z 1894 r., którym J. Siudziński miał odbyć historyczną podróż z Warszawy do Paryża w setną rocznicę wyczynu Stanisława Grodzkiego. Samochód wystartował 10 lipca 1997 r. i z powodu problemów ze sponsorem dotarł jedynie do Poznania. Na zamówienie Muzeum Powstania Warszawskiego zbudował replikę samochodu pancernego „Kubuś” przeznaczoną do ekspozycji plenerowej. W darze dla Muzeum Powstania Warszawskiego, wykonał także kopię powstańczej wyrzutni butelek zapalających. Pozostawił dużą kolekcję zabytków motoryzacji, obecnie stanowiącą własność jego syna; Tomasza Siudzińskiego.